# Франц Шенк фон Лимпург-Шпекфелд
Франц Шенк фон Лимпург-Шпекфелд (на немски: Franz Schenk von Limpurg-Speckfeld; * 27 юли 1637, Оберзонтхайм; † 16 ноември 1673, Шпекфелд) е наследствен имперски шенк на Лимбург в замък Шпекфелд над Маркт Айнерсхайм в Бавария.

## Произход и наследство
Той е най-големият син на Георг Фридрих Шенк фон Лимпург (1596 – 1651) и съпругата му графиня Магдалена Елизабет фон Ханау-Мюнценберг-Лихтенберг (1611 – 1687), дъщеря на граф Албрехт фон Ханау-Мюнценберг (1579 – 1635) и графиня Еренгард фон Изенбург (1577 – 1637). Брат е на Фолрат Шенк фон Лимпург (1641 – 1713), имперски шенк и граф на Лимбург-Шпекфелд-Оберзонтхайм, и Георг Еберхард Шенк фон Лимпург-Шпекфелд (1643 – 1705), имперски шенк на Лимбург-Шпекфелд, майор-генерал на Прусия.
Франц Шенк умира бездетен на 16 ноември 1673 г. на 36 години в Шпекфелд, Бавария. Наследен е от братята му. След смъртта на брат му Фолрат Шенк фон Лимпург († 19 август 1713) наследник става пруският крал Фридрих Вилхелм I, което не се приема от другите роднини. Последвалият наследствен конфликт трае десетилетия.

## Фамилия
Франц Шенк фон Лимпург-Шпекфелд се жени на 22 ноември 1663 г. за графиня Мария Юлиана фон Хоенлое-Лангенбург (* 6 юни 1623; † 14 януари 1695, Велцхайм), вдовица на граф Йохан Вилхелм Шенк фон Лимпург-Гайлдорф-Шмиделфелд (* 13 декември 1607; † 7 ноември 1655), дъщеря на граф Филип Ернст фон Хоенлое-Лангенбург (1584 – 1628) и графиня Анна Мария фон Золмс-Зоненвалде (1585 – 1634). Бракът е бездетен.